# Golfsociëteit De Lage Vuursche
Golfsociëteit De Lage Vuursche is een besloten, Nederlandse golfclub nabij Den Dolder in de provincie Utrecht.
De 18-holes golfbaan ligt in het Utrechtse landschap tussen de golfbanen van de Pan en de  Hilversumsche en heeft een bos- en parklandschap, waar zes vijvers in zijn verwerkt door de architecten Robert Trent Jones Jr en Kyle Phillips. Naast de golfbaan en het clubhuis heeft de Lage Vuursche veel faciliteiten voor de leden.

## NK Strokeplay 2008
In augustus 2008 ontving de club voor het eerst een nationale wedstrijd. Het NK Strokeplay voor dames werd gewonnen door Christel Boeljon. Bij de heren eindigde de strijd in een play-off tussen Tim Sluiter en Darius van Driel, die door Van Driel werd gewonnen.